# 1963年の南海ホークス
1963年の南海ホークスでは、1963年の南海ホークスの動向をまとめる。
この年の南海ホークスは、鶴岡一人監督の18年目のシーズンである。

## 概要
前年、一度は最下位になりながら借金を返済し、ようやく2位に滑り込んだチームだったが、この年は前年優勝の東映が開幕から躓き、逆に南海が開幕から13勝2敗と首位をひた走る最高のスタートダッシュになった。
この年は打撃陣が184本塁打と打ちまくり、ピートとハドリの外国人コンビはそれぞれ24、30本塁打を記録。4番の野村克也は小鶴誠が記録していた51本塁打を13年ぶりに破り、52本塁打まで記録を伸ばした（翌年に巨人の王貞治が55本塁打で更新）。リーグMVPや打点王も獲得するなど、野村の大活躍が目立った1年となった。投手陣では大黒柱の杉浦忠、ジョー・スタンカ、皆川睦雄などが勝ち星を重ね、若手の三浦清弘、森中千香良、高橋栄一郎も好調。6人全員が二桁勝利を挙げた。
しかし、2位東映に8ゲーム差をつける独走状態で前半戦を終了するも、後半戦に入るや西鉄が猛追し、最後は14.5ゲーム差からの大逆転優勝を許して2位に終わった。対戦成績は西鉄には前半互角だったものの、後半の直接対決でほとんど勝てず（8月以降はわずか4勝）、5位の大毎や最下位の近鉄に大きく勝ち越すのがやっとだった。それでも、開幕ダッシュ失敗の前年と違って1年通して好調を堅持した自信が、翌年のリーグ優勝&日本一へ繋がっていく。

## チーム成績

### レギュラーシーズン
| 1 | 中 | 広瀬叔功 |
| 2 | 右 | 樋口正蔵 |
| 3 | 三 | ピート   |
| 4 | 捕 | 野村克也 |
| 5 | 一 | ハドリ   |
| 6 | 左 | 井上登   |
| 7 | 二 | 森下整鎮 |
| 8 | 遊 | 小池兼司 |
| 9 | 投 | スタンカ |

| 順位 | 4月終了時 | 4月終了時 | 5月終了時 | 5月終了時 | 6月終了時 | 6月終了時 | 7月終了時 | 7月終了時 | 8月終了時 | 8月終了時 | 9月終了時 | 9月終了時 | 最終成績 | 最終成績 |
| ---- | --------- | --------- | --------- | --------- | --------- | --------- | --------- | --------- | --------- | --------- | --------- | --------- | -------- | -------- |
| 1位  | 南海      | --        | 南海      | --        | 南海      | --        | 南海      | --        | 南海      | --        | 南海      | --        | 西鉄     | --       |
| 2位  | 東映      | 2.0       | 東映      | 4.5       | 東映      | 8.0       | 東映      | 7.5       | 西鉄      | 7.5       | 西鉄      | 3.5       | 南海     | 1.0      |
| 3位  | 阪急      | 4.5       | 近鉄      | 8.5       | 近鉄      | 11.5      | 近鉄      | 11.0      | 近鉄      | 9.0       | 東映      | 11.0      | 東映     | 10.5     |
| 4位  | 西鉄      | 5.0       | 大毎      | 9.0       | 西鉄      | 13.5      | 西鉄      | 13.0      | 東映      | 10.0      | 近鉄      | 12.0      | 近鉄     | 12.5     |
| 5位  | 大毎      | 5.5       | 西鉄      | 10.0      | 大毎      | 19.5      | 大毎      | 16.5      | 大毎      | 16.5      | 大毎      | 17.5      | 大毎     | 23.5     |
| 6位  | 近鉄      | 7.0       | 阪急      | 13.0      | 阪急      | 19.5      | 阪急      | 21.0      | 阪急      | 23.0      | 阪急      | 25.0      | 阪急     | 30.5     |

| 順位 | 球団               | 勝 | 敗 | 分 | 勝率 | 差   |
| 1位  | 西鉄ライオンズ     | 86 | 60 | 4  | .589 | 優勝 |
| 2位  | 南海ホークス       | 85 | 61 | 4  | .582 | 1.0  |
| 3位  | 東映フライヤーズ   | 76 | 71 | 3  | .517 | 10.5 |
| 4位  | 近鉄バファローズ   | 74 | 73 | 3  | .503 | 12.5 |
| 5位  | 毎日大映オリオンズ | 64 | 85 | 1  | .430 | 23.5 |
| 6位  | 阪急ブレーブス     | 57 | 92 | 1  | .383 | 30.5 |

## オールスターゲーム1963
| コーチ     | 鶴岡一人   |            |        |          |
| ファン投票 | 野村克也   | ハドリ     |        |          |
| 監督推薦   | 高橋栄一郎 | 森中千香良 | ピート | 広瀬叔功 |

## できごと
- 8月29日 - 阪急ブレーブス戦（大阪球場）が雨天中断、中断時間は2時間14分となるも、当時日本新記録ペースで本塁打を打っていた野村克也捕手の本塁打を取り消したくない大阪球場側は、試合続行を強行した。
- 10月17日 - 近鉄バファローズ戦で野村克也が本塁打52号を打ち、1950年に松竹ロビンスの小鶴誠が作った「年間51本塁打」の記録を塗り替えた。これで南海は全日程を終了し、2位の西鉄ライオンズが残りの近鉄戦を「2勝2敗」以下なら南海優勝、「3勝1敗」なら同率プレーオフ、「3勝1引き分け」以上なら西鉄優勝となるが、結果は4戦全勝して西鉄優勝となった。

## 表彰選手
| リーグ・リーダー | リーグ・リーダー | リーグ・リーダー | リーグ・リーダー |
| 選手名           | タイトル         | 成績             | 回数             |
| ---------------- | ---------------- | ---------------- | ---------------- |
| 野村克也         | 最優秀選手       |                  | 2年ぶり2度目     |
| 野村克也         | 本塁打王         | 52本             | 3年連続4度目     |
| 野村克也         | 打点王           | 135打点          | 2年連続2度目     |
| 広瀬叔功         | 最多安打         | 187本            | 初受賞           |
| 広瀬叔功         | 盗塁王           | 45個             | 3年連続3度目     |
| 森中千香良       | 最高勝率         | .680             | 初受賞           |

| ベストナイン | ベストナイン | ベストナイン |
| 選手名       | ポジション   | 回数         |
| ------------ | ------------ | ------------ |
| 野村克也     | 捕手         | 8年連続8度目 |
| 小池兼司     | 遊撃手       | 初受賞       |
| 広瀬叔功     | 外野手       | 初受賞       |